# Plusquamperfektum
Plusquamperfektum (lat. plūs quam perfectum, více než perfektum) nebo pluskvamperfektum je předminulý čas sloves, kterým se v některých jazycích vyjadřuje děj, který předcházel jinému minulému ději. Patří mezi tzv. relativní slovesné časy. Používá se hlavně ve vedlejších větách podle pravidel časové souslednosti (lat. consecutio temporum).
Plusquamperfektum se používá např. v latině, románských nebo germánských jazycích, dříve také v slovanských; v bulharštině se zachovalo dodnes.

## Slovanské jazyky
Ve slovanských jazycích tento čas většinou v minulosti zanikl a byl nahrazen préteritem (původně perfektum). Do dnešní doby se zachoval např. v bulharštině, okrajově i slovenštině.

### Čeština
V české lingvistické literatuře se tento čas označuje také jako antepréteritum. Z dřívějších způsobů tvoření je v dnešní době možné spojení minulého času slovesa být a činného (minulého) příčestí významového slovesa:
- byl jsem vedl, byl jsi vedl atd.
- ve větě: „Odešel vykonat, co byl již řekl.“

V současnosti se považuje v běžném projevu za archaismus (zastaralý tvar), jehož významu průměrný mluvčí nemusí plně rozumět. Z českého jazyka vymizel tento čas v průběhu 19. století; lze se s ním setkat v dílech autorů z této doby (Karolina Světlá, Alois Jirásek).
Zřídka je možno nalézt tento čas ještě v tisku i literatuře 20. století. (Viz např. Lidové noviny z 26. 6. 1926: „Chamberlain ... opětovně byl již pravil sovětskému chargé d'affaires...“ nebo Rudolf Těsnohlídek: Liška Bystrouška – „Tož ju uvážu“, řekl rázně revírník a učinil, jak byl pravil.)
Ojediněle je tento gramatický jev používán i v textech 21. století (např. „...jak byl pravil poručík Troníček“ v textu z roku 2014 ), někdy již s nepřesným pochopením gramatické funkce.
Dále se antepréteritum relativně často uplatňuje v poezii a písních. Aktivním užíváním antepréterita byl známý například Karel Kryl.[zdroj?]

### Bulharština
Bulharština si na rozdíl od většiny ostatních slovanských jazyků uchovala systém čtyř minulých časů včetně plusquamperfekta. Tvoří se pomocí příčestí minulého (l-ového) aoristu a minulých tvarů pomocného slovesa съм (být). Pro srovnání je zde uvedeno časování slovesa чета (četa) – číst:
|        | sg                                              | pl                      |
| ------ | ----------------------------------------------- | ----------------------- |
| 1. os. | бях чел (чела, чело) bjach čel (čela, čelo)     | бяхме чели bjachme čeli |
| 2. os. | бе(ше) чел (чела, чело) be(še) čel (čela, čelo) | бяхте чели bjachte čeli |
| 3. os. | бе(ше) чел (чела, чело) be(še) čel (čela, čelo) | бяха чели bjacha čeli   |

Příklad použití: 

Когато той дойде, ние вече бяхме свършили работа си. – Když přišel, už jsme (byli) dodělali svou práci. (Ve druhé větě je plusquamperfektum – vyjadřuje děj, který proběhl před dějem ve větě hlavní, který je vyjádřen prostým minulým časem, aoristem.)

## Germánské jazyky

### Angličtina
V angličtině se tento čas nazývá předminulý čas, anglicky past perfect. Tvoří se kombinací pomocného slovesa „to have“ v préteritu (had) a příčestí minulého, lidově „třetí tvar“. Například pro sloveso „udělat“/„vytvořit“ („make“) by tento tvar byl „had made“, pro sloveso „jít“ („go“) by správný tvar byl „had gone“ a pro sloveso „mít“ („have“) by se jednalo o tvar „had had“. Zápor se stejně jako u ostatních časů tvoří přidáním slova „not“, například tedy pro slovo „jít“ by správný tvar byl „had not gone“, případně „hadn’t gone“ ve zkrácené formě. Otázka se klasicky tvoří inverzí, tedy na začátku bude pomocné sloveso „have“ v préteritu, následovat bude podmět a až pak bude následovat příčestí minulé, např. tedy „Had he done it?“
Předminulý čas se v angličtině používá v časové souslednosti pro vyjádření minulého děje, který proběhl před jiným dějem v minulosti. Porovnáváme tak minimálně dva minulé jevy. Cílem je vyjádřit, že jedna akce proběhla jako první (plusquamperfektum) a ta další proběhla až později (většinou tedy bývá v této části použit obyčejný minulý čas). Popisujeme tak vlastně jakousi „předminulost“ u děje, ke kterému došlo ještě před dějem jiným, rovněž minulým.

### Němčina
V němčině není plusquamperfektum používané často. Tvoří se kombinací préterita pomocného slovesa a participia (ich hatte gespielt, ich war gefallen). V hovorové řeči jižního Německa, Rakouska a Švýcarska se užívá takzvané dvojité perfektum (ich habe gespielt gehabt, ich bin gefallen gewesen)

## Románské jazyky

### Francouzština
Ve francouzštině se předminulý čas nazývá le plus-que-parfait a skládá se z imperfekta pomocného slovesa a z příčestí minulého (j'avais chanté, j'étais allé). Je používán běžně.

### Italština
V italštině se spíše než piuccheperfetto používá označení trapassato prossimo a tvoří se pomocí imperfekta pomocného slovesa a příčestí minulého významového slovesa (io avevo cantato, io ero andato/a).